# David Armstrong (photographe)
Pour les articles homonymes, voir David Armstrong et Armstrong.
David Armstrong (né le 24 mai 1954 à Arlington au Massachusetts et mort d'un cancer du foie le 26 octobre 2014  à Los Angeles,) est un photographe américain.

## Biographie
David Armstrong est né en 1954 à Arlington (Massachusetts). Il est ouvertement homosexuel, et son œuvre le reflète.
Il commence par étudier la peinture à la School of the Museum of Fine Arts de Boston mais change finalement de domaine d'étude au profit de la photographie sous l'influence de Nan Goldin avec qui il est ami depuis qu'il a 14 ans. Il suit les cours à la School of the Museum of Fine Arts et ceux de Cooper Union de 1974 à 1978. Il est diplômé d'un Bachelor of Fine Arts de la Tuft University et de la Judy Ann Goldman Fine Art de Boston en 1988.
À la fin des années 1970, il fait partie de ce qu'on appelle le groupe des Cinq de Boston ou Boston School qui intègre ses amis Nan Goldin, Mark Morrisroe et Jack Pierson. L'esthétique de ce groupe de photographes se caractérise par son attrait pour le thème de l'intimité, les portraits et les couleurs saturées.
Armstrong se fait d'abord remarquer pour ses portraits intimes d'hommes. Par la suite, durant les années 1990, il se consacre plutôt aux paysages, qu'il floute volontairement. Le flou d'éléments urbains tels que les signaux lumineux ou les voitures contraste avec ses portraits d'alors, plus sobres.
En 1981, Armstrong participe à l'exposition New York/New Wave au P.S. 1 Contemporary Art Center de New York avec une série de portraits noir et blanc. En 1996, il aide Elisabeth Sussman à organiser la première rétrospective consacrée à Nan Goldin au Whitney. Plusieurs de ses productions personnelles intègrent la collection du musée.
Il participe à plusieurs expositions collectives telles la biennale du Whitney en 1995 ou encore l'exposition Emotions and Relations au Hamburger Kunsthalle de Hambourg.
Plusieurs de ses photos sont publiées dans des magazines tels que Vogue (édition française et japonaise), L’Uomo Vogue, Arena Homme+, GQ, Self Service ou encore Another Man. Il travailla par ailleurs pour des marques telles que Zegna, Rene Lezard, Kenneth Cole, Burburry, Puma et Barbara Bui.
Jusqu'à la fin de sa vie, il réalise des commandes pour Wonderland, Vogue Hommes et Purple.

## Publications
- David Armstrong et Nan Goldin. A Double Life. New York: Scalo, 1994.
- David Armstrong: The Silver Cord New York: Scalo, 1997.
- David Armstrong: All Day Every Day Scalo, 2002.
- David Armstrong: 615 Jefferson Ave, Damiani, 2011.